# 岡田有希子
岡田 有希子（おかだ ゆきこ、1967年〈昭和42年〉8月22日 - 1986年〈昭和61年〉4月8日）は、日本のアイドル歌手である。本名は佐藤 佳代（さとう かよ）。愛称はユッコ（Yukko）。
愛知県一宮市生まれ、同県名古屋市熱田区育ち。名古屋市立向陽高等学校を経て、堀越高等学校卒業。サンミュージックに所属していた。1984年に音楽賞などの新人賞を総なめにして「ポスト松田聖子」と期待されていたが、1986年に飛び降り自殺した。当時は若者の相次ぐ自殺が社会問題となり、「ユッコ・シンドローム」と呼ばれた。

## 経歴

### 生い立ち
1967年（昭和42年）8月22日、愛知県一宮市にて2人姉妹の次女として生まれる。母親の帝王切開も検討されるほどの難産で、未熟児出産による命の危険や脳障害の可能性もあったが異常はなかった。幼少期は言語障害ではなかったものの、「さ行」が全く言えなかった。1969年（昭和44年）、2歳の時に同県名古屋市熱田区へ引越す。幼稚園に入ると、姉が通っていたYMCAの体育教室に通い始めるが、運動神経のなさを自覚したという。
小学生になると表現する職業に憧れ、小学3年生の作文では「画家、漫画家、小説家」を挙げた。小学4年生から水彩画を習い始め、才能があれば将来は芸術大学に進む意思を母親に話していた。小学5年生の時、朝日新聞社主催の写生大会で入選。小学6年生の時、熱田神宮の写生大会で宮司賞（一等賞）を獲る。中学生になると油絵や日本画、デッサンを学び始め、模写を描き残している。中学2年生の夏休みの課題では、ファンである河合奈保子の肖像画を油絵で描いて校内で高く評価され、その作品を河合本人に送ろうと考えていたという。

### 芸能界入りへ
一方で、芸能タレントにも憧れを持っていた。小学2年生から合唱部に入り、小学6年生の時に地元のテレビやラジオ番組に出演。また、同じく小学6年生の時、学芸会の音楽劇『浦島太郎』で乙姫役を演じ、校長が見に来たほどだった。その役作りのために、テレビアニメ『ベルサイユのばら』（日本テレビ）で主人公の1人、マリー・アントワネットを研究していた。
中学生になると、ホリプロタレントスカウトキャラバンやテレビドラマなどの様々なオーディションに応募した。名古屋を舞台にした連続テレビドラマ『中学生日記』（NHK名古屋放送局）にエキストラとして出演したが、重要な役を任される矢先に降板している。1981年（昭和56年）8月、姉が購読していた雑誌『高一時代』（旺文社）に載っていたオーディション『ニコン フレッシュギャルコンテスト』に中学2年生で応募し、準グランプリに選ばれた。写真は月刊誌『写楽』（小学館）1982年3月号に掲載された。中学3年生の夏休みには、大阪城で開催された『ニコン 中・高生のためのカメラ教室』の写真モデルになっているが、いずれも芸能界入りにはつながらなかった。
1982年（昭和57年）6月、前年に応募していたオーディション番組『スター誕生!』（日本テレビ）の予選会通知が中京テレビから届いた。「中学2年生で出場、中学3年生でデビュー」の計画から1年遅れの通知だった。担任教諭に反対される中、学校を無断欠席して名古屋地区予選に出場。北原佐和子「マイ・ボーイフレンド」を歌い、決戦大会への切符を掴む。しかし、家族にも反対されたため、12月の決戦大会出場を断念。ハンガー・ストライキを起こし、自分の部屋に閉じこもる。数日後、芸能界入りの条件として「学内テストで学年1位になること」「中部統一模擬試験で学内5位以内に入ること」「第1志望の名古屋市立向陽高等学校に合格すること」を母親から提示された。学業成績が優秀でも厳しい条件だったが、猛勉強の末に全てクリア。さらに、地区予選に立ち会っていた芸能事務所「サンミュージック」専務・福田時雄と番組プロデューサー・金谷勲夫が家族へ説得したこともあり、1983年3月の決戦大会への出場を許された。3月30日、『スター誕生!』第46回決戦大会で中森明菜「スローモーション」を歌い、結果は後日発表されることとなった。
1983年（昭和58年）4月、名古屋市立向陽高等学校に入学。部活動はサッカー部のマネージャーだったが、スコアの付け方がわからず雑用係だった。それからしばらくして、『スター誕生!』決戦大会の合格が伝えられた。芸能事務所はサンミュージックと研音、レコード会社はキャニオンレコードとVAPから指名され、「サンミュージック」「キャニオンレコード」との契約が決まった。5月12日から、名古屋を舞台にした映画『アイコ十六歳』（日本ヘラルド）のオーディションを受けるが、7月11日の第5次選考（最終選考）で落選している。

### 「岡田有希子」誕生
1983年7月17日、名古屋を拠点とする霊能者で姓名判断師の沖紘子によって、芸名岡田晴子、岡田佳代子、岡田有希子が候補に挙がった。「“晴子”はサンミュージックの先輩・桑田“靖子”と名前が似ている」「“佳代子”は性格的に弱い名前で、厳しい芸能界では負ける」との理由で不採用となり、最終的に「希望を有する」で岡田有希子に決まった。
8月25日、上京。サンミュージック社長・相澤秀禎宅に下宿する。同居人には1年先輩の桑田靖子と『スター誕生!』合格者の滝里美がおり、滝とはルームメイトとなった。芸能界での目標は「山口百恵のような日本を代表するトップスターになること」、また、河合奈保子への憧憬の念も抱いていた。9月1日、堀越高等学校へ編入。同級生には前出の桑田靖子のほか、田中久美、いしのようこ、本田美奈子.、長山洋子、南野陽子、宮崎萬純、永瀬正敏などがいた。10月16日から、ラジオ番組『とびだせ! ポップシティ』（ニッポン放送）、『サトミ・ヒトミ・ユキコの何かいいことないか仔猫ちゃん』（毎日放送）のパーソナリティとなり、タレント活動を開始した。11月18日、東京大学の学園祭「駒場祭」にタレントとして初登場し、チャリティーオークションのアシスタントを行っている。12月18日、バラエティ番組『ヤンヤン歌うスタジオ』（テレビ東京）に「報道部のお茶汲み」役としてテレビ番組に初登場した。

### アイドル歌手デビュー
岡田のタレント活動と並行して、「アイドル歌手」デビューの準備が進められた。キャニオンレコードの音楽プロデューサー・渡辺有三は、岡田のイメージを「六大学野球を観に行く山の手のお嬢さん」と定め、デビュー曲の制作を竹内まりやに依頼。デビュー曲候補である「学園恋愛三部作」および「ティーンエイジ・ラブ」をテーマとした、合計6曲が提供された。1983年12月10日、竹内もコーラスとして参加する中、初めてのレコーディングが行われた。デビュー以降も竹内からの楽曲提供が続くこととなり、作詞のみも含めてお互い最多の11曲に及んだ。
1984年（昭和59年）、休日が1日だけの多忙な年となった。1月10日、若年男性向け情報誌『スコラ』（スコラ）から初めての取材を受けた。3月11日、東京の明治神宮絵画館前でラジオ番組のイベント『とびだせ! ポップシティ お菓子フェア』が開催され、初めてステージに立った。3月20日から4月8日まで、ティーパーティ形式のファン交流会『集まれYukikoフレンズ』が名古屋（プリンセスガーデンホテル）を皮切りに全国7都市で開催。3月25日放送の音楽番組『ザ・ヒットステージ』（TBS、最終回）、4月14日放送のバラエティ番組『ヤンヤン歌うスタジオ』（テレビ東京）と音楽バラエティ番組『アイドルパンチ』（テレビ朝日）で、歌手として初めてテレビ出演した。
4月21日、シングル「ファースト・デイト」でメジャーデビュー。キャッチフレーズは「いつまでも、一緒にいてね。ステキの国からやって来たリトル・プリンセス」。名古屋ではグラビア雑誌『BOMB!』（学習研究社）による密着取材の中、日産ギャラリーのキャンペーン、中日スポーツ記者からの取材、CBCラジオ・東海ラジオ・FM AICHIの番組ゲスト出演など、10時から23時まで芸能活動を行っていた。歌手デビュー後はサンミュージックの先輩・松田聖子と比較され、「岡田有希子は第2の松田聖子」「ポスト聖子の第1候補」と言われるようになった。それに対し「自分は自分だから、松田聖子の物真似にはなりたくない」と語っている。また、インタビューで「目標とする歌手は誰か」と問われ「岡田有希子」と答えていた。
5月31日、音楽番組『ザ・ベストテン』（TBS）のスポットライト・コーナーに菊池桃子とともに初出演。この時の邦楽ランキングは21位だった。司会の久米宏からはデビュー曲「ファースト・デイト」を「ファースト・レディ」、黒柳徹子からは芸名「おかだゆきこ」を「おかだうきこ」と間違えられている。7月29日、サンミュージック公設ファンクラブを結成。京王線新宿駅で一日駅長を務めた後、8両編成の特別列車「リトルプリンセス号」でファン2,500人と会場のよみうりランドに移動。会場では4,000人のファンと結成式を行った。9月24日に大阪（大阪厚生年金会館）、9月30日に東京（日本青年館）で、岡田自身初のコンサート『恋はじめまして』が開催された。10月8日から翌1985年10月7日まで、ラジオ番組『ちょっとおあずけ』（ニッポン放送）が放送。この番組は岡田の希望によりコーナーは設けられず、楽曲選定を岡田自身が全て行っていた。10月15日に音楽番組『ザ・トップテン』（日本テレビ系列局）で8位、10月18日に『ザ・ベストテン』で10位となり、歌手になってからの目標「10位以内での出演」を達成した。
この年は、新人賞を吉川晃司、菊池桃子、荻野目洋子、長山洋子、SALLY、一世風靡セピアらと争い、『日本レコード大賞』最優秀新人賞をはじめ音楽賞などの新人賞を総なめにした。『日本歌謡大賞』ほか5つの最優秀新人賞は、吉川と同時受賞した。

### 1985年以降の芸能活動
1985年（昭和60年）2月9日・14日・15日、グラビア雑誌『BOMB!』（学習研究社）と『DUNK』（集英社）による長時間の密着取材を受けた。体調不良のために途中で病院の診察を受け、風邪と過労の診断にもかかわらず点滴を打ちながらイベント出演、テレビやラジオ番組の収録、ドラマ撮影、取材などを行った。『DUNK』の記者からは「その忙しい毎日は私たちの体力では無理」との感想が出ていた。
3月25日から5月26日まで、全国コンサート『ハートにキッス』が札幌（札幌市民会館）を皮切りに全13都市で開催された。岡田自身の曲だけでなく、小泉今日子や中森明菜、河合奈保子らのヒットメドレー、マドンナ「ライク・ア・ヴァージン」などを歌った。4月3日の名古屋（愛知厚生年金会館）では、岡田の母親と小学生時代の恩師が鑑賞している。6月5日から1週間、高校の修学旅行で北海道に滞在する予定だったが、3日目の6月8日にヨーロッパへ出国。スイスのチューリッヒからアルプス山脈のユングフラウヨッホを経由してジュネーブまでを鉄道で廻り、プロモーションビデオや写真集、CMなどの撮影を行った。ユングフラウヨッホでは6月で気温が氷点下10度のため、1分ほど撮影して体を温めることの繰り返しだった。6月23日に帰国。7月25日から10月26日まで、全国コンサート『ファンタジアン』が新宮（新宮市民会館）を皮切りに全23都市で開催された。
11月5日から放送の連続テレビドラマ『禁じられたマリコ』（TBS系）で初主演。その撮影は、コンサート期間中の9月19日から12月末まで、毎日のように行われた。スケジュールの関係で8時間休憩がなかったり、時には撮影が深夜に及ぶこともあったが、岡田はNGをほとんど出していなかったという。
1986年（昭和61年）1月29日、シングル「くちびるNetwork」が発売され、オリコンチャートで初登場1位となった。作詞は妊娠により活動休止中だった松田聖子（Seiko名義）の初提供、作曲は坂本龍一という異色のコンビにより誕生した。その際に、松田が自らデモテープを制作し、坂本とともに録音スタジオを訪れている。この楽曲は、沢口靖子をイメージキャラクターとしたカネボウ化粧品「レディ80BIO カラーネットワーク」「86年春のバザール」のCMソングとして使用された。2月11日から3月2日まで、握手会イベント『くちびる・ときめきネットワーク』が全5都市で開催され、初日の東京（後楽園ホール）では2部構成で4,000人のファンを動員した。
3月3日、堀越高等学校を卒業。4月4日、下宿していた相澤宅を出て、東京都港区南青山のマンションで一人暮らしを始めた。ここは、オートロック方式のマンションが見付かるまでの仮住まいだった。4月5日、全国コンサート『Heart Jack』がスタート。4月5日の東京（渋谷公会堂）と4月6日の名古屋（名古屋市民会館）の2都市が行われた。4月10日からはテレビドラマ『月曜ワイド劇場・家出少女』（テレビ朝日、収録当時の仮題）の収録なども控えていた。

### 急死
『Heart Jack』がスタートして3日後の1986年4月8日、自宅マンションでリストカットを行いガス自殺未遂。2階上のマンション住民がガス臭に気付き、管理人が110番と東京ガスに通報した。レスキュー隊が駆けつけたとき、岡田は押入れの下段でうずくまり泣いていたという。北青山病院（東京都港区北青山）で治療を受け、東京都新宿区四谷のサンミュージック本社に戻った直後、12時15分に本社が入居しているビルの8階屋上から飛び降り自殺した。満18歳没。遺書とみられる鉛筆書きの便箋が残されていた。
4月9日午後、代々幡斎場（東京都渋谷区）で荼毘に付された。
4月10日、宝仙寺（東京都中野区）でサンミュージック社葬として葬儀・告別式が営まれ、最優秀新人賞を争った吉川晃司、番組で共演したロックバンド・SALLYの杉山洋介と岡田尚、岡田がファンだった舘ひろし（後述）、同級生の倉沢淳美や同期デビューの荻野目洋子をはじめ、芸能関係者や3,000人のファンが参列した。
岡田の故郷でも、4月11日に真宗大谷派名古屋別院、4月15日に観聴寺（愛知県名古屋市熱田区）で告別式が行われた。
初七日が過ぎても、死を悼むファンの輪が現場から消える事はなかった。
法名は侑楽院釈尼佳朋。墓所は成満寺（愛知県海部郡佐屋町、現・愛知県愛西市）。
1987年（昭和62年）7月、岡田の直筆で書かれた詩、芸歴や受賞歴、サンミュージック社長・相澤秀禎の哀悼の意が刻まれた記念碑が墓に建立された。

### 各界の反応
「ポスト松田聖子」を期待されたアイドルの突然の自死は、芸能界のみならず社会に衝撃を与えた。
1986年4月8日、事件の直後に現場へ駆けつけた報知新聞（現・スポーツ報知）記者・細貝武と芸能リポーター・梨元勝の取材に対し、サンミュージック専務・福田時雄は「岡田が何に悩んでいたかは分からないが、感情の起伏が激しい子だった」と答えた。
その一方で、朝日新聞は担当者がみな岡田のことを知らなかったため、自殺未遂発覚の時点では記事にしない予定だった。当日夜に放送された報道番組『ニュースステーション』（テレビ朝日系列）では岡田の死について一切触れず、番組終了時にメインキャスター・久米宏が「連鎖反応を起こす心配があるので、今日は自殺の報道を控えた」とコメントした。
4月9日、全ての放送局で事件が取り上げられた。報道番組やワイドショーは現場の遺体をそのまま放送したため、視聴者に衝撃を与えた。ウェルテル効果とみられる若者の相次ぐ自殺が顕著となり、「ユッコ・シンドローム」と呼ばれた。
芸能界では4月8日14時、岡田が初めてレギュラー出演したバラエティ番組『ヤンヤン歌うスタジオ』（テレビ東京）で4月13日放送分の追悼特集が収録され、司会のあのねのねが岡田の人柄について語った。4月15日に収録された4月20日放送分では、岡田を可愛がっていた共演者の近藤真彦と中森明菜が思い出を語るとともに、視聴者に対して自殺を思い留まるよう訴えた。
4月10日、音楽番組『ザ・ベストテン』（TBS）のエンディングで黒柳徹子が視聴者に向けて急逝を惜しむコメントを涙ながらに語った。4月19日、北極に近いカナダのレゾリュートに滞在していた和泉雅子は、「自分自身の身近な目標と頑張る意思を持てば、毎日がもっと楽しくなる。あなたの“北極点”を持ってほしい」と呼びかけた。
4月20日放送の音楽バラエティ番組『歌謡ドッキリ大放送!!』（テレビ朝日）では、収録の4月4日に岡田が出演していたため、収録日と哀悼の意を表すテロップが表示された。4月21日にはサンミュージックの先輩・森田健作がワイドショー『おはよう!ナイスデイ』（フジテレビ）の緊急特集に出演し、若者に後追い自殺をやめるよう訴えた。
岡田の死は国会でも取り上げられ、4月9日の衆議院文教委員会では江田五月の質問に文部大臣・海部俊樹が答弁した。同年2月1日に「中野富士見中学いじめ自殺事件」が起こっていたこと、若者の自殺の連鎖が止まらないこともあり、4月25日に衆議院文教委員会と参議院特別委員会で「青少年問題」として議題に取り上げられ、善後策を審議することとなった。1986年（昭和61年）の日本国内における若者の自殺は800件を越えた。

### 以降の対応
予定されていた4月12日の豊橋公演では、サンミュージックの先輩・早見優がアメリカでの仕事をキャンセルして代役を務めた。鶴岡公演では森田健作が伊藤つかさと共に代役を務め、大阪公演は中止となった。
5月14日に発売予定だったシングル「花のイマージュ」と、コンサートの模様を収めたビデオは商品化が中止となった。これはサンミュージック側が予定通りの発売を要請したのに対し、キャニオンレコード側が難色を示したためである。「花のイマージュ」は13年後の1999年、CDアルバム『メモリアルBOX』内に収録されたが、コンサート映像は2023年現在も商品化されていない。
書籍でも、アルバムと同名の写真集『ヴィーナス誕生』（ポニカ出版）が4月4日に発売されたばかりだったが、全て回収された。また、雑誌『中一時代』（旺文社）では1986年4月号から岡田が執筆した小説を連載予定であったが、打ち切りとなった。音楽情報誌『オリコンウィークリー』（オリコン・エンタテインメント）は4月28日号を緊急追悼号とした。
その一方で、岡田のプロマイドの販売は続けられ、ランキングの上位5位から落ちたことはなかった。プロマイド販売店「マルベル堂」常務・三ツ澤博は「第二の赤木圭一郎になるだろう」と語った。
出演予定だった『月曜ワイド劇場・家出少女』は『ママ母vsママ子! 家出令嬢の課外授業』を正式タイトルに、渡辺典子を代役に立てて撮影。同年8月4日に放送された。
自殺の原因については様々な噂が出たものの、真相は不明である。岡田が相澤宅で下宿していた時期と重なる桑田靖子・滝里美・橋本美加子は女性週刊誌『週刊明星』（集英社）の取材で、岡田の多忙による睡眠不足や男性との交際が苦手だったこと、好きな芸能人については語ったものの、岡田が悩んでいることには気付かなかったという。2000年（平成12年）には、岡田の元チーフマネージャーであった取締役制作部長が首吊り自殺をしている。
2013年（平成25年）12月10日放送の単発特別番組枠『カスペ!』（フジテレビ）では、サンミュージック社長・相澤の死去までの10日間を追ったドキュメンタリー『独占! 昭和芸能界の真実 アイドル発掘王・相澤秀禎』が放送され、「伝説の美少女アイドル」として岡田の話題も取り上げられた。そこでは、相澤が岡田の死を止められず生涯悔やんでいたこと、岡田の写真パネルを社長室に飾っていたこと（後述）、手帳を新調するごとに岡田の写真を表紙裏に貼って絶えず持ち歩いていたことが紹介された。
没してなお忘れられず慕われ続けている理由について、岡田と同じ1967年生まれの南野陽子は「誰かと結婚したわけでもない。劣化したと思われることもない。絶対に裏切らない、永遠の18歳だからでは」と述べた。岡田へ楽曲を提供した竹内まりやは「シングルの売れ行きだけなら上回った人は何人もいる。しかし、爽やかに登場し『さぁこれから』という時にたった3年で姿を消した歌手というのは空前絶後。ファンに夢を運び、純粋にアイドルを応援する喜びもファンに与えたが、同時にアイドルがアイドルでいることの難しさや孤独を投げかけた。いなくなってさらに存在が大きくなった希有な存在」、音楽評論家の高橋修は「時はあたかも素人っぽさが売りのおニャン子クラブが人気絶頂。岡田有希子（の死）と共に、プロのアイドル歌手の時代も終わってしまった」と評した。中森明菜は夕刊フジで担当していた連載エッセイ『ふかしぎ歌姫』第21回（1995年2月10日付）で「自分に何かしてあげられることはなかったのか、今でも悔やまれる」と記した。小泉今日子もエッセイ『原宿百景』中で、名こそ出さなかったが言及している。岡田と同じ1984年に歌手デビューの荻野目洋子は、2022年現在も墓参りを続けている。
「永遠のアイドル」と慕うファンからの墓所への献花が絶えることはなく、毎年4月8日の祥月命日には墓前や現場にファンが集まり在りし日を偲んでいる。島倉りか（BEYOOOOONDS）、小林あさひ（Little Glee Monster）など、没後に知ってファンになった者もいる。

## 人物

### エピソード
- 好きな男性芸能人は、岡田と同じ名古屋市出身の舘ひろし[108]。テレビドラマ『西部警察』（テレビ朝日系列）がきっかけで、1984年10月15日放送の歌番組『ザ・トップテン』（日本テレビ系列）で初めて会ってからファンになったという。後に雑誌『明星』（集英社）の対談で、岡田は舘のレコードやカセットテープ、ポスターを収集していること、舘は貯蓄の勧めや仕事に関する考え方を語った[109]。
- 岡田は学業成績向上に繋がった勉強方法として、各教科とも問題集を1冊に絞って丸暗記したことを紹介している。「カメラマンがシャッターを押すように、精神統一して1ページ1ページ真剣に頭に入れていく。そうすれば思い出すとき、不思議と1枚の写真のように頭によみがえる」と語っている[110][26]。また、芸能界入りに反対していたはずの母親が一転して、猛勉強中に毎日欠かさず夜食を持ってきたという。そのことについて「夜食で私を太らせ、『スター誕生!』の決勝を落とそうとする母の魂胆だった」と語っている[24]。
- スリーサイズを気にしており、「もっと痩せたい。バストは発育し過ぎたから、もっと小さくしたい」と考えていた[111]。また、水着撮影の時は腹が出ているのを嫌い、1日1回しか食事を取らなかった[112]。
- プライベートでは度の強い眼鏡を使用していた[113][114]。その様子について、小泉今日子は「仕事じゃないときはいつも牛乳瓶の底みたいな分厚い眼鏡をかけていた。レンズを通して小さくなった目がなんとも可愛かった[98]」と回想している。一方で、タレント活動中はコンタクトレンズなども一切使用していなかった。そのことについて岡田は「いつもいろんな人が出入りしている所だと、あいさつのこと考えて疲れちゃうの。“あの人には、もうあいさつしたかな？無視しちゃったかな？…”なんて考えちゃうから」と語っている[8]。プロモーションビデオ撮影のとき、離れたビデオカメラに向かってまっすぐ歩くことが出来ず、ふらつくことが多かったという[115]。
- 『十月の人魚』に収録されている「Sweet Planet」「水色プリンセス」は、音楽ユニット・TM NETWORKのリーダーで、のちに“小室サウンド”で売り出す音楽プロデューサー・小室哲哉の初めての提供曲である[注釈 28]。「水色プリンセス」はクラシック調で難しい曲だが、岡田は歌いこなしている[116]。
- 1985年10月16日放送の『夜のヒットスタジオDELUXE』（フジテレビ系列）に出演した時、急遽番組内で阪神タイガースのセントラル・リーグ優勝の瞬間まで生中継をすることとなった。中継が終わるまで司会の芳村真理や古舘伊知郎、出演者の五木ひろしや藤井フミヤらと共に野球観戦をすることになり、阪神の優勝を見届けることとなった[117]。岡田は読売ジャイアンツのファンだった[43]。

### 交友関係
- 1984年の同期デビューだった菊池桃子や荻野目洋子、1967年度生まれで堀越高校の同級生だった南野陽子、いしのようこ、長山洋子、宮崎萬純らと仲が良かった。同期デビューで同級生でもあった田中久美は、2012年7月より福岡県築上郡築上町のコミュニティFM「スターコーン・エフエム」でパーソナリティを務めており、ローカルワイド番組『スターコーンほっと! ネットラジオ』で岡田の曲を必ず流していた。きっかけは岡田の27回忌である2012年4月8日、現場となった東京・四谷の追悼イベントで100人を超すファンが献花・黙祷を捧げていたのを田中が目の当たりにし、「ユッコ（岡田）はファンの心の中でまだまだ生きてる」と感激したからだった。番組はサイマルラジオで配信され、海外に在住のファンからもメール投稿が届いていた[118]。その模様は情報バラエティ番組『爆報! THE フライデー』（TBSテレビ）[119]、ドキュメンタリーバラエティ番組『明石家さんまの転職DE天職』（日本テレビ系列）[120]にも取り上げられた。
- 岡田がサンミュージック社長・相澤秀禎宅から引っ越すまでルームメイトだった1年後輩の橋本美加子、ラジオ番組『夜遊びしナイト!』（ニッポン放送他）で共演した2年後輩の水谷麻里、1985年12月に上京して下宿生活を始めたばかりの酒井法子を可愛がっていた。酒井に関しては1986年4月5日、岡田が引越しの時に廃棄処分しようとしていた写真パネルを酒井が欲しがったため、「To のりっぺ Kun」（のりっぺ君へ）とサインを入れてプレゼントしている[121]。同日、生気のない岡田を気遣って「お前はこれから事務所を背負って立つ存在なのだから頑張って」と励ます相澤社長夫妻に「私の代わり（酒井）がいるじゃない」と返している[122]。岡田の他界後、写真パネルは酒井から相澤に譲渡され、社長室に飾られることとなった[94]。

## 音楽

### シングル
| No. | タイトル | 発売日                        | 最高位 | 備考 |
| --- | --- | ----------------------------- | ------ | --- |
| 01  | ファースト・デイト 1. ファースト・デイト 作詞・作曲：竹内まりや / 編曲：萩田光雄 2. そよ風はペパーミント 作詞：田口俊 / 作曲・編曲：大村雅朗 | EP 1984年4月21日              | 20位   | グリコ協同乳業「カフェゼリー」CMソング。 |
| 02  | リトル プリンセス 1. リトルプリンセス 作詞・作曲：竹内まりや / 編曲：大村雅朗 2. 恋のダブルス 作詞：康珍化 / 作曲・編曲：萩田光雄 | EP 1984年7月18日              | 14位   | |
| 03  | -Dreaming Girl- 恋、はじめまして 1. -Dreaming Girl- 恋、はじめまして 作詞・作曲：竹内まりや / 編曲：萩田光雄 2. 気まぐれTeenage Love 作詞・作曲：竹内まりや / 編曲：萩田光雄 | EP 1984年9月21日              | 7位    | 江崎グリコ「セシルチョコレート」CMソング。 |
| 04  | 二人だけのセレモニー 1. 二人だけのセレモニー 作詞：夏目純 / 作曲：尾崎亜美 / 編曲：松任谷正隆 2. PRIVATE RED 作詞：売野雅勇 / 作曲：山川恵津子 / 編曲：大村雅朗 | EP 1985年1月16日              | 4位    | 東芝「レッツチャット」CMソング。 |
| 05  | Summer Beach 1. Summer Beach 作詞・作曲：尾崎亜美 / 編曲：松任谷正隆 2. 星と夜と恋人たち 作詞：吉沢久美子 / 作曲：MAYUMI / 編曲：松任谷正隆 | EP 1985年4月17日              | 5位    | グリコ協同乳業「カフェゼリー」CMソング。 テレビアニメ『タッチ』挿入歌（第7話「Summer Beach」、第26話「星と夜と恋人たち」）。                                             |
| 06  | 哀しい予感 1. 哀しい予感 作詞・作曲：竹内まりや / 編曲：松任谷正隆 2. 恋人たちのカレンダー 作詞・作曲：竹内まりや / 編曲：松任谷正隆 | EP 1985年7月17日              | 7位    | 月曜ドラマランド『かぐや姫・とんで初体験?! 』（1985年7月1日放送、フジテレビ）主題歌。 テレビアニメ『タッチ』挿入歌（第36話「哀しい予感」）。                             |
| 07  | Love Fair 1. Love Fair 作詞・作曲：かしぶち哲郎 / 編曲：松任谷正隆 2. 二人のブルー・トレイン 作詞：竹内まりや / 作曲：杉真理 / 編曲：松任谷正隆 | EP 1985年10月5日              | 5位    | 江崎グリコ「セシルチョコレート」CMソング。 |
| 08  | くちびるNetwork 1. くちびるNetwork 作詞：Seiko / 作曲：坂本龍一 / 編曲：かしぶち哲郎 2. 恋のエチュード 作詞：かしぶち哲郎 / 作曲：飛澤宏元 / 編曲：かしぶち哲郎 | EP 1986年1月29日              | 1位    | カネボウ化粧品「レディ80BIO カラーネットワーク」「86年春のバザール」CMソング。                                                                                           |
| 09  | 花のイマージュ 1. 花のイマージュ 作詞・作曲・編曲：かしぶち哲郎 2. 秘密のシンフォニー 作詞：麻生圭子 / 作曲：大貫妙子 / 編曲：かしぶち哲郎 | EP 1986年5月14日 （発売中止） | -      | 岡田の死去のため発売中止。 1999年3月17日発売のCDアルバム『メモリアルBOX』に初収録。                                                                                      |
| 10  | Believe In You (2003 Strings Version) 1. Believe In You (2003 Strings Version) 作詞：吉沢久美子 / 作曲：梅垣達志 / 編曲：服部隆之 2. Believe In You (1984 Original Version) 作詞：吉沢久美子 / 作曲：梅垣達志 / 編曲：萩田光雄 3. Believe In You (2003 Strings Version / インストゥルメンタル) | CD 2002年12月4日              | 63位   | 2002年12月18日発売のCDアルバム『贈りものIII』の先行シングルとして発売。 オリジナル曲のボーカルのみを抽出し、作曲・編曲家の服部隆之がオーケストラ・アレンジを施したもの。 |

### オリジナルアルバム
| 曲順     | 曲名                 | 作詞       | 作曲       | 編曲     |
| -------- | -------------------- | ---------- | ---------- | -------- |
| 01 (A-1) | さよなら・夏休み     | 竹内まりや | 竹内まりや | 清水信之 |
| 02 (A-2) | リトル プリンセス    | 竹内まりや | 竹内まりや | 大村雅朗 |
| 03 (A-3) | 彼はハリケーン       | EPO        | 清水信之   | 清水信之 |
| 04 (A-4) | 丘の上のハイスクール | 康珍化     | 萩田光雄   | 萩田光雄 |
| 05 (A-5) | 潮風のラブ・レター   | 康珍化     | 白井良明   | 清水信之 |
| 06 (B-1) | 風の中のカフェテラス | 三浦徳子   | 岡田徹     | 清水信之 |
| 07 (B-2) | 憧れ                 | 竹内まりや | 竹内まりや | 萩田光雄 |
| 08 (B-3) | Plastic Girl         | 山口美央子 | 山口美央子 | 萩田光雄 |
| 09 (B-4) | ソネット             | 吉沢久美子 | 梅垣達志   | 萩田光雄 |
| 10 (B-5) | ファースト・デイト   | 竹内まりや | 竹内まりや | 萩田光雄 |

| 曲順     | 曲名                                  | 作詞         | 作曲         | 編曲       |
| -------- | ------------------------------------- | ------------ | ------------ | ---------- |
| 01 (A-1) | 風の魔法で…                           | 夏目純       | 尾崎亜美     | 松任谷正隆 |
| 02 (A-2) | Walking In The Moonlight              | 三浦徳子     | 堀川まゆみ   | 松任谷正隆 |
| 03 (A-3) | 目をさまして、Darling                 | 康珍化       | 馬飼野康二   | 松任谷正隆 |
| 04 (A-4) | 二人だけのセレモニー（Album Version） | 夏目純       | 尾崎亜美     | 松任谷正隆 |
| 05 (A-5) | 森のフェアリー                        | かしぶち哲郎 | かしぶち哲郎 | 松任谷正隆 |
| 06 (B-1) | おしゃれな雨音                        | 吉沢久美子   | 松任谷正隆   | 松任谷正隆 |
| 07 (B-2) | ストライプのジェラシー                | 三浦徳子     | 馬飼野康二   | 松任谷正隆 |
| 08 (B-3) | Lady Joker                            | 吉沢久美子   | 堀川まゆみ   | 松任谷正隆 |
| 09 (B-4) | あなたを忘れる魔法があれば            | 康珍化       | 松任谷正隆   | 松任谷正隆 |
| 10 (B-5) | ポップ・アップ・リセエンヌ            | かしぶち哲郎 | かしぶち哲郎 | 松任谷正隆 |

| 曲順     | 曲名                    | 作詞         | 作曲         | 編曲       |
| -------- | ----------------------- | ------------ | ------------ | ---------- |
| 01 (A-1) | Sweet Planet            | 三浦徳子     | 小室哲哉     | 松任谷正隆 |
| 02 (A-2) | みずうみ                | 三浦徳子     | 財津和夫     | 松任谷正隆 |
| 03 (A-3) | 花鳥図                  | 高橋修       | 財津和夫     | 松任谷正隆 |
| 04 (A-4) | 哀しい予感              | 竹内まりや   | 竹内まりや   | 松任谷正隆 |
| 05 (A-5) | ロンサム・シーズン      | 竹内まりや   | 竹内まりや   | 松任谷正隆 |
| 06 (B-1) | 流星の高原              | 高橋修       | 松任谷正隆   | 松任谷正隆 |
| 07 (B-2) | Bien                    | かしぶち哲郎 | かしぶち哲郎 | 松任谷正隆 |
| 08 (B-3) | ペナルティ              | 竹内まりや   | 杉真理       | 松任谷正隆 |
| 09 (B-4) | 十月の人魚              | 高橋修       | 松任谷正隆   | 松任谷正隆 |
| 10 (B-5) | 水色プリンセス -水の精- | 三浦徳子     | 小室哲哉     | 松任谷正隆 |

| 曲順     | 曲名               | 作詞         | 作曲         | 編曲         |
| -------- | ------------------ | ------------ | ------------ | ------------ |
| 01 (A-1) | WONDER TRIP LOVER  | EPO          | 坂本龍一     | かしぶち哲郎 |
| 02 (A-2) | 愛…illusion        | Seiko        | 飛澤宏元     | かしぶち哲郎 |
| 03 (A-3) | ヴィーナス誕生     | 前川由佳     | 木下伸司     | かしぶち哲郎 |
| 04 (A-4) | Spring Accident    | EPO          | 大貫妙子     | かしぶち哲郎 |
| 05 (A-5) | 銀河のバカンス     | 高橋修       | 三井一正     | かしぶち哲郎 |
| 06 (B-1) | ジュピター         | かしぶち哲郎 | かしぶち哲郎 | かしぶち哲郎 |
| 07 (B-2) | くちびるNetwork    | Seiko        | 坂本龍一     | かしぶち哲郎 |
| 08 (B-3) | 眠れぬ夜のAQUARIUS | 麻生圭子     | 坂本龍一     | かしぶち哲郎 |
| 09 (B-4) | 水晶の家           | 高橋修       | かしぶち哲郎 | かしぶち哲郎 |
| 10 (B-5) | 愛のコロニー       | かしぶち哲郎 | かしぶち哲郎 | かしぶち哲郎 |

### ベストアルバム
| 曲順    | 曲名                             | 作詞       | 作曲       | 編曲     |
| ------- | -------------------------------- | ---------- | ---------- | -------- |
| 1 (A-1) | ファースト・デイト               | 竹内まりや | 竹内まりや | 萩田光雄 |
| 2 (A-2) | そよ風はペパーミント             | 田口俊     | 大村雅朗   | 大村雅朗 |
| 3 (A-3) | リトル プリンセス                | 竹内まりや | 竹内まりや | 大村雅朗 |
| 4 (B-1) | -Dreaming Girl- 恋、はじめまして | 竹内まりや | 竹内まりや | 萩田光雄 |
| 5 (B-2) | 気まぐれ Teenage Love            | 竹内まりや | 竹内まりや | 萩田光雄 |
| 6 (B-3) | 恋のダブルス                     | 康珍化     | 萩田光雄   | 萩田光雄 |
| 7 (B-4) | Believe In You                   | 吉沢久美子 | 梅垣達志   | 萩田光雄 |

| 曲順     | 曲名                                                   | 作詞       | 作曲       | 編曲     |
| -------- | ------------------------------------------------------ | ---------- | ---------- | -------- |
| 01 (A-1) | ファースト・デイト                                     | 竹内まりや | 竹内まりや | 萩田光雄 |
| 02 (A-2) | そよ風はペパーミント                                   | 田口俊     | 大村雅朗   | 大村雅朗 |
| 03 (A-3) | リトル プリンセス                                      | 竹内まりや | 竹内まりや | 大村雅朗 |
| 04 (A-4) | 恋のダブルス                                           | 康珍化     | 萩田光雄   | 萩田光雄 |
| 05 (A-5) | 気まぐれTeenage Love                                   | 竹内まりや | 竹内まりや | 萩田光雄 |
| 06 (B-1) | -Dreaming girl- 恋、はじめまして                       | 竹内まりや | 竹内まりや | 萩田光雄 |
| 07 (B-2) | Believe In You                                         | 吉沢久美子 | 梅垣達志   | 萩田光雄 |
| 08 (B-3) | ファースト・デイト(オリジナル・カラオケ)               | 竹内まりや | 竹内まりや | 萩田光雄 |
| 09 (B-4) | リトル プリンセス(オリジナル・カラオケ)                | 竹内まりや | 竹内まりや | 大村雅朗 |
| 10 (B-5) | -Dreaming girl- 恋、はじめまして(オリジナル・カラオケ) | 竹内まりや | 竹内まりや | 萩田光雄 |

| 曲順    | 曲名                                 | 作詞         | 作曲         | 編曲       |
| ------- | ------------------------------------ | ------------ | ------------ | ---------- |
| 1 (A-1) | 二人だけのセレモニー (Album Version) | 夏目純       | 尾崎亜美     | 松任谷正隆 |
| 2 (A-2) | Summer Beach                         | 尾崎亜美     | 尾崎亜美     | 松任谷正隆 |
| 3 (A-3) | 哀しい予感                           | 竹内まりや   | 竹内まりや   | 松任谷正隆 |
| 4 (A-4) | Love Fair                            | かしぶち哲郎 | かしぶち哲郎 | 松任谷正隆 |
| 5 (B-1) | PRIVATE RED                          | 売野雅勇     | 山川恵津子   | 大村雅朗   |
| 6 (B-2) | 星と夜と恋人たち                     | 吉沢久美子   | MAYUMI       | 松任谷正隆 |
| 7 (B-3) | 恋人たちのカレンダー                 | 竹内まりや   | 竹内まりや   | 松任谷正隆 |
| 8 (B-4) | 二人のブルー・トレイン               | 竹内まりや   | 杉真理       | 松任谷正隆 |
| 9 (B-5) | 小羊NOTE                             | 康珍化       | 山川恵津子   | 大村雅朗   |

| 曲順 | 曲名                             | 作詞       | 作曲       | 編曲     |
| ---- | -------------------------------- | ---------- | ---------- | -------- |
| 01   | ファースト・デイト               | 竹内まりや | 竹内まりや | 萩田光雄 |
| 02   | そよ風はペパーミント             | 田口俊     | 大村雅朗   | 大村雅朗 |
| 03   | リトル プリンセス                | 竹内まりや | 竹内まりや | 大村雅朗 |
| 04   | -Dreaming Girl- 恋、はじめまして | 竹内まりや | 竹内まりや | 萩田光雄 |
| 05   | 気まぐれ Teenage Love            | 竹内まりや | 竹内まりや | 萩田光雄 |
| 06   | 恋のダブルス                     | 康珍化     | 萩田光雄   | 萩田光雄 |
| 07   | Believe In You                   | 吉沢久美子 | 梅垣達志   | 萩田光雄 |

| 曲順 | 曲名                                 | 作詞         | 作曲         | 編曲       |
| ---- | ------------------------------------ | ------------ | ------------ | ---------- |
| 01   | 二人だけのセレモニー (Album Version) | 夏目純       | 尾崎亜美     | 松任谷正隆 |
| 02   | Summer Beach                         | 尾崎亜美     | 尾崎亜美     | 松任谷正隆 |
| 03   | 哀しい予感                           | 竹内まりや   | 竹内まりや   | 松任谷正隆 |
| 04   | Love Fair                            | かしぶち哲郎 | かしぶち哲郎 | 松任谷正隆 |
| 05   | PRIVATE RED                          | 売野雅勇     | 山川恵津子   | 大村雅朗   |
| 06   | 星と夜と恋人たち                     | 吉沢久美子   | MAYUMI       | 松任谷正隆 |
| 07   | 恋人たちのカレンダー                 | 竹内まりや   | 竹内まりや   | 松任谷正隆 |
| 08   | 二人のブルー・トレイン               | 竹内まりや   | 杉真理       | 松任谷正隆 |
| 09   | 小羊NOTE                             | 康珍化       | 山川恵津子   | 大村雅朗   |

| 曲順 | 曲名               | 作詞         | 作曲         | 編曲         |
| ---- | ------------------ | ------------ | ------------ | ------------ |
| 01   | WONDER TRIP LOVER  | EPO          | 坂本龍一     | かしぶち哲郎 |
| 02   | 愛…illusion        | Seiko        | 飛澤宏元     | かしぶち哲郎 |
| 03   | ヴィーナス誕生     | 前川由佳     | 木下伸司     | かしぶち哲郎 |
| 04   | Spring Accident    | EPO          | 大貫妙子     | かしぶち哲郎 |
| 05   | 銀河のバカンス     | 高橋修       | 三井一正     | かしぶち哲郎 |
| 06   | ジュピター         | かしぶち哲郎 | かしぶち哲郎 | かしぶち哲郎 |
| 07   | くちびるNetwork    | Seiko        | 坂本龍一     | かしぶち哲郎 |
| 08   | 眠れぬ夜のAQUARIUS | 麻生圭子     | 坂本龍一     | かしぶち哲郎 |
| 09   | 水晶の家           | 高橋修       | かしぶち哲郎 | かしぶち哲郎 |
| 10   | 愛のコロニー       | かしぶち哲郎 | かしぶち哲郎 | かしぶち哲郎 |

| 曲順 | 曲名               | 作詞         | 作曲         | 編曲         |
| ---- | ------------------ | ------------ | ------------ | ------------ |
| 01   | 花のイマージュ     | かしぶち哲郎 | かしぶち哲郎 | かしぶち哲郎 |
| 02   | 秘密のシンフォニー | 麻生圭子     | 大貫妙子     | かしぶち哲郎 |

| 曲順 | 曲名                                   | 作詞         | 作曲         | 編曲         |
| ---- | -------------------------------------- | ------------ | ------------ | ------------ |
| 01   | さよなら・夏休み                       | 竹内まりや   | 竹内まりや   | 清水信之     |
| 02   | リトル プリンセス                      | 竹内まりや   | 竹内まりや   | 大村雅朗     |
| 03   | 憧れ                                   | 竹内まりや   | 竹内まりや   | 萩田光雄     |
| 04   | ソネット                               | 吉沢久美子   | 梅垣達志     | 萩田光雄     |
| 05   | ファースト・デイト                     | 竹内まりや   | 竹内まりや   | 萩田光雄     |
| 06   | -Dreaming Girl- 恋、はじめまして       | 竹内まりや   | 竹内まりや   | 萩田光雄     |
| 07   | 二人だけのセレモニー（Single Version） | 夏目純       | 尾崎亜美     | 松任谷正隆   |
| 08   | あなたを忘れる魔法があれば             | 康珍化       | 松任谷正隆   | 松任谷正隆   |
| 09   | Sweet Planet                           | 三浦徳子     | 小室哲哉     | 松任谷正隆   |
| 10   | ロンサム・シーズン                     | 竹内まりや   | 竹内まりや   | 松任谷正隆   |
| 11   | 水色プリンセス -水の精-                | 三浦徳子     | 小室哲哉     | 松任谷正隆   |
| 12   | Summer Beach                           | 尾崎亜美     | 尾崎亜美     | 松任谷正隆   |
| 13   | Love Fair                              | かしぶち哲郎 | かしぶち哲郎 | 松任谷正隆   |
| 14   | くちびるNetwork                        | Seiko        | 坂本龍一     | かしぶち哲郎 |
| 15   | 恋のエチュード                         | かしぶち哲郎 | 飛澤宏元     | かしぶち哲郎 |
| 16   | 花のイマージュ                         | かしぶち哲郎 | かしぶち哲郎 | かしぶち哲郎 |
| 17   | Believe In You                         | 吉沢久美子   | 梅垣達志     | 萩田光雄     |

| 曲順 | 曲名                               | 作詞       | 作曲       | 編曲     |
| ---- | ---------------------------------- | ---------- | ---------- | -------- |
| 01   | さよなら・夏休み                   | 竹内まりや | 竹内まりや | 清水信之 |
| 02   | リトル プリンセス                  | 竹内まりや | 竹内まりや | 大村雅朗 |
| 03   | 彼はハリケーン                     | EPO        | 清水信之   | 清水信之 |
| 04   | 丘の上のハイスクール               | 康珍化     | 萩田光雄   | 萩田光雄 |
| 05   | 潮風のラブ・レター                 | 康珍化     | 白井良明   | 清水信之 |
| 06   | 風の中のカフェテラス               | 三浦徳子   | 岡田徹     | 清水信之 |
| 07   | 憧れ                               | 竹内まりや | 竹内まりや | 萩田光雄 |
| 08   | Plastic Girl                       | 山口美央子 | 山口美央子 | 萩田光雄 |
| 09   | ソネット                           | 吉沢久美子 | 梅垣達志   | 萩田光雄 |
| 10   | ファースト・デイト                 | 竹内まりや | 竹内まりや | 萩田光雄 |
| 11   | そよ風はペパーミント ☆             | 田口俊     | 大村雅朗   | 大村雅朗 |
| 12   | 恋のダブルス ☆                     | 康珍化     | 萩田光雄   | 萩田光雄 |
| 13   | -Dreaming Girl- 恋、はじめまして ☆ | 竹内まりや | 竹内まりや | 萩田光雄 |
| 14   | 気まぐれTeenage Love ☆             | 竹内まりや | 竹内まりや | 萩田光雄 |
| 15   | Believe In You ☆                   | 吉沢久美子 | 梅垣達志   | 萩田光雄 |

| 曲順 | 曲名                                 | 作詞         | 作曲         | 編曲       |
| ---- | ------------------------------------ | ------------ | ------------ | ---------- |
| 01   | 風の魔法で…                          | 夏目純       | 尾崎亜美     | 松任谷正隆 |
| 02   | Walking In The Moonlight             | 三浦徳子     | 堀川まゆみ   | 松任谷正隆 |
| 03   | 目をさまして、Darling                | 康珍化       | 馬飼野康二   | 松任谷正隆 |
| 04   | 二人だけのセレモニー (Album Version) | 夏目純       | 尾崎亜美     | 松任谷正隆 |
| 05   | 森のフェアリー                       | かしぶち哲郎 | かしぶち哲郎 | 松任谷正隆 |
| 06   | おしゃれな雨音                       | 吉沢久美子   | 松任谷正隆   | 松任谷正隆 |
| 07   | ストライプのジェラシー               | 三浦徳子     | 馬飼野康二   | 松任谷正隆 |
| 08   | Lady Joker                           | 吉沢久美子   | 堀川まゆみ   | 松任谷正隆 |
| 09   | あなたを忘れる魔法があれば           | 康珍化       | 松任谷正隆   | 松任谷正隆 |
| 10   | ポップ・アップ・リセエンヌ           | かしぶち哲郎 | かしぶち哲郎 | 松任谷正隆 |
| 11   | PRIVATE RED ☆                        | 売野雅勇     | 山川恵津子   | 大村雅朗   |
| 12   | Summer Beach ☆                       | 尾崎亜美     | 尾崎亜美     | 松任谷正隆 |
| 13   | 星と夜と恋人たち ☆                   | 吉沢久美子   | MAYUMI       | 松任谷正隆 |

| 曲順 | 曲名                     | 作詞         | 作曲         | 編曲       |
| ---- | ------------------------ | ------------ | ------------ | ---------- |
| 01   | Sweet Planet             | 三浦徳子     | 小室哲哉     | 松任谷正隆 |
| 02   | みずうみ                 | 三浦徳子     | 財津和夫     | 松任谷正隆 |
| 03   | 花鳥図                   | 高橋修       | 財津和夫     | 松任谷正隆 |
| 04   | 哀しい予感               | 竹内まりや   | 竹内まりや   | 松任谷正隆 |
| 05   | ロンサム・シーズン       | 竹内まりや   | 竹内まりや   | 松任谷正隆 |
| 06   | 流星の高原               | 高橋修       | 松任谷正隆   | 松任谷正隆 |
| 07   | Bien                     | かしぶち哲郎 | かしぶち哲郎 | 松任谷正隆 |
| 08   | ペナルティ               | 竹内まりや   | 杉真理       | 松任谷正隆 |
| 09   | 十月の人魚               | 高橋修       | 松任谷正隆   | 松任谷正隆 |
| 10   | 水色プリンセス -水の精-  | 三浦徳子     | 小室哲哉     | 松任谷正隆 |
| 11   | 恋人たちのカレンダー ☆   | 竹内まりや   | 竹内まりや   | 松任谷正隆 |
| 12   | Love Fair ☆              | かしぶち哲郎 | かしぶち哲郎 | 松任谷正隆 |
| 13   | 二人のブルー・トレイン ☆ | 竹内まりや   | 杉真理       | 松任谷正隆 |
| 14   | 小羊NOTE ☆               | 康珍化       | 山川恵津子   | 大村雅朗   |

| 曲順 | 曲名                 | 作詞         | 作曲         | 編曲         |
| ---- | -------------------- | ------------ | ------------ | ------------ |
| 01   | WONDER TRIP LOVER    | EPO          | 坂本龍一     | かしぶち哲郎 |
| 02   | 愛…illusion          | Seiko        | 飛澤宏元     | かしぶち哲郎 |
| 03   | ヴィーナス誕生       | 前川由佳     | 木下伸司     | かしぶち哲郎 |
| 04   | Spring Accident      | EPO          | 大貫妙子     | かしぶち哲郎 |
| 05   | 銀河のバカンス       | 高橋修       | 三井一正     | かしぶち哲郎 |
| 06   | ジュピター           | かしぶち哲郎 | かしぶち哲郎 | かしぶち哲郎 |
| 07   | くちびるNetwork      | Seiko        | 坂本龍一     | かしぶち哲郎 |
| 08   | 眠れぬ夜のAQUARIUS   | 麻生圭子     | 坂本龍一     | かしぶち哲郎 |
| 09   | 水晶の家             | 高橋修       | かしぶち哲郎 | かしぶち哲郎 |
| 10   | 愛のコロニー         | かしぶち哲郎 | かしぶち哲郎 | かしぶち哲郎 |
| 11   | 恋のエチュード ☆     | かしぶち哲郎 | 飛澤宏元     | かしぶち哲郎 |
| 12   | 花のイマージュ ☆     | かしぶち哲郎 | かしぶち哲郎 | かしぶち哲郎 |
| 13   | 秘密のシンフォニー ☆ | 麻生圭子     | 大貫妙子     | かしぶち哲郎 |

| 曲順 | 曲名                                      | 作詞       | 作曲       | 編曲       |
| ---- | ----------------------------------------- | ---------- | ---------- | ---------- |
| 01   | Believe In You (2003 Strings Version)     | 吉沢久美子 | 梅垣達志   | 服部隆之   |
| 02   | Fly Up! Angel                             | 竜真知子   | 馬飼野康二 | 馬飼野康二 |
| 03   | 二人だけのセレモニー (Single Version)     | 夏目純     | 尾崎亜美   | 松任谷正隆 |
| 04   | Believe In You (2003 Present-Mix Version) | 吉沢久美子 | 梅垣達志   | Thank-Mix  |

| 曲順 | 曲名                                                  | 作詞         | 作曲         | 編曲         |
| ---- | ----------------------------------------------------- | ------------ | ------------ | ------------ |
| 01   | さよなら・夏休み (オリジナルカラオケ)                 | 竹内まりや   | 竹内まりや   | 清水信之     |
| 02   | リトル プリンセス (オリジナルカラオケ)                | 竹内まりや   | 竹内まりや   | 大村雅朗     |
| 03   | 憧れ (オリジナルカラオケ)                             | 竹内まりや   | 竹内まりや   | 萩田光雄     |
| 04   | ソネット (オリジナルカラオケ)                         | 吉沢久美子   | 梅垣達志     | 萩田光雄     |
| 05   | ファースト・デイト (オリジナルカラオケ)               | 竹内まりや   | 竹内まりや   | 萩田光雄     |
| 06   | -Dreaming Girl- 恋、はじめまして (オリジナルカラオケ) | 竹内まりや   | 竹内まりや   | 萩田光雄     |
| 07   | 二人だけのセレモニー (オリジナルカラオケ)             | 夏目純       | 尾崎亜美     | 松任谷正隆   |
| 08   | あなたを忘れる魔法があれば (オリジナルカラオケ)       | 康珍化       | 松任谷正隆   | 松任谷正隆   |
| 09   | Sweet Planet (オリジナルカラオケ)                     | 三浦徳子     | 小室哲哉     | 松任谷正隆   |
| 10   | ロンサム・シーズン (オリジナルカラオケ)               | 竹内まりや   | 竹内まりや   | 松任谷正隆   |
| 11   | 水色プリンセス -水の精- (オリジナルカラオケ)          | 三浦徳子     | 小室哲哉     | 松任谷正隆   |
| 12   | Summer Beach (オリジナルカラオケ)                     | 尾崎亜美     | 尾崎亜美     | 松任谷正隆   |
| 13   | Love Fair (オリジナルカラオケ)                        | かしぶち哲郎 | かしぶち哲郎 | 松任谷正隆   |
| 14   | くちびるNetwork (オリジナルカラオケ)                  | Seiko        | 坂本龍一     | かしぶち哲郎 |
| 15   | 恋のエチュード (オリジナルカラオケ)                   | かしぶち哲郎 | 飛澤宏元     | かしぶち哲郎 |
| 16   | 花のイマージュ (オリジナルカラオケ)                   | かしぶち哲郎 | かしぶち哲郎 | かしぶち哲郎 |
| 17   | Believe In You (オリジナルカラオケ)                   | 吉沢久美子   | 梅垣達志     | 萩田光雄     |
| 18   | 哀しい予感 (オリジナルカラオケ)                       | 竹内まりや   | 竹内まりや   | 松任谷正隆   |

| 曲順 | 曲名                                                        | 作詞       | 作曲       | 編曲       |
| ---- | ----------------------------------------------------------- | ---------- | ---------- | ---------- |
| 01   | ファースト・デイト (プロモーションビデオ)                   | 竹内まりや | 竹内まりや | 萩田光雄   |
| 02   | リトル プリンセス (プロモーションビデオ)                    | 竹内まりや | 竹内まりや | 大村雅朗   |
| 03   | -Dreaming Girl- 恋、はじめまして (プロモーションビデオ)     | 竹内まりや | 竹内まりや | 萩田光雄   |
| 04   | 二人だけのセレモニー (プロモーションビデオ)                 | 夏目純     | 尾崎亜美   | 松任谷正隆 |
| 05   | Believe In You (2003 Strings Version)(プロモーションビデオ) | 吉沢久美子 | 梅垣達志   | 服部隆之   |
| 06   | グリコ・カフェゼリー (恋する乙女編)                         |            |            |            |
| 07   | グリコ・カフェゼリー (追加でもう一口編)                     |            |            |            |
| 08   | グリコ・カフェゼリー (あきれたニュース編)                   |            |            |            |
| 09   | グリコ・カフェゼリー (そのままでお待ちください編)           |            |            |            |
| 10   | グリコ・セシルチョコレート (恋、はじめまして編)             |            |            |            |
| 11   | グリコ・セシルチョコレート (今年もヨロシク編)               |            |            |            |
| 12   | グリコ・セシルチョコレート (花少女編)                       |            |            |            |
| 13   | 東芝・パソピアIQ (IQでポエム編)                             |            |            |            |
| 14   | 東芝・パソピアIQ (キミは夢見てスーパースター編)             |            |            |            |
| 15   | 東芝・パーソナルテレビ U-30                                 |            |            |            |
| 16   | 牛乳石鹸・ラブジュ シャンプー&リンス (キレイになったね編)   |            |            |            |
| 17   | 牛乳石鹸・ラブジュ シャンプー&リンス (光ってるネ編)         |            |            |            |
| 18   | 旺文社・中一時代                                            |            |            |            |
| 19   | 旺文社・ハイトップ (大きな星編/目星い編)                    |            |            |            |
| 20   | エスエス製薬・エスタック顆粒                                |            |            |            |
| 21   | エスエス製薬・ブロン液W (A type)                            |            |            |            |
| 22   | エスエス製薬・ブロン液W (B type)                            |            |            |            |
| 23   | 尾崎商事・カンコー学生服 (マル アライ編/スキ キライ編)      |            |            |            |
| 24   | 尾崎商事・カンコー女子通学服                                |            |            |            |
| 25   | 月星化成・ベンチャートランザム                              |            |            |            |
| 26   | 月星化成・ベンチャーΣ (Fly Up! Angel編)                     |            |            |            |

| 曲順 | 曲名                                  | 作詞         | 作曲         | 編曲         |
| ---- | ------------------------------------- | ------------ | ------------ | ------------ |
| 01   | ファースト・デイト                    | 竹内まりや   | 竹内まりや   | 萩田光雄     |
| 02   | そよ風はペパーミント                  | 田口俊       | 大村雅朗     | 大村雅朗     |
| 03   | リトル プリンセス                     | 竹内まりや   | 竹内まりや   | 大村雅朗     |
| 04   | 恋のダブルス                          | 康珍化       | 萩田光雄     | 萩田光雄     |
| 05   | -Dreaming Girl- 恋、はじめまして      | 竹内まりや   | 竹内まりや   | 萩田光雄     |
| 06   | 気まぐれTeenage Love                  | 竹内まりや   | 竹内まりや   | 萩田光雄     |
| 07   | 二人だけのセレモニー (Single Version) | 夏目純       | 尾崎亜美     | 松任谷正隆   |
| 08   | PRIVATE RED                           | 売野雅勇     | 山川恵津子   | 大村雅朗     |
| 09   | Summer Beach                          | 尾崎亜美     | 尾崎亜美     | 松任谷正隆   |
| 10   | 星と夜と恋人たち                      | 吉沢久美子   | MAYUMI       | 松任谷正隆   |
| 11   | 哀しい予感                            | 竹内まりや   | 竹内まりや   | 松任谷正隆   |
| 12   | 恋人たちのカレンダー                  | 竹内まりや   | 竹内まりや   | 松任谷正隆   |
| 13   | Love Fair                             | かしぶち哲郎 | かしぶち哲郎 | 松任谷正隆   |
| 14   | 二人のブルー・トレイン                | 竹内まりや   | 杉真理       | 松任谷正隆   |
| 15   | くちびるNetwork                       | Seiko        | 坂本龍一     | かしぶち哲郎 |
| 16   | 恋のエチュード                        | かしぶち哲郎 | 飛澤宏元     | かしぶち哲郎 |
| 17   | 花のイマージュ                        | かしぶち哲郎 | かしぶち哲郎 | かしぶち哲郎 |
| 18   | Believe In You (2003 Strings Version) | 吉沢久美子   | 梅垣達志     | 服部隆之     |

| 曲順 | 曲名                                                       | 作詞         | 作曲         | 編曲         |
| ---- | ---------------------------------------------------------- | ------------ | ------------ | ------------ |
| 01   | ファースト・デイト (オリジナルカラオケ)                    | 竹内まりや   | 竹内まりや   | 萩田光雄     |
| 02   | そよ風はペパーミント (オリジナルカラオケ)                  | 田口俊       | 大村雅朗     | 大村雅朗     |
| 03   | リトル プリンセス (オリジナルカラオケ)                     | 竹内まりや   | 竹内まりや   | 大村雅朗     |
| 04   | 恋のダブルス (オリジナルカラオケ)                          | 康珍化       | 萩田光雄     | 萩田光雄     |
| 05   | -Dreaming girl- 恋、はじめまして (オリジナルカラオケ)      | 竹内まりや   | 竹内まりや   | 萩田光雄     |
| 06   | 気まぐれTeenage Love (オリジナルカラオケ)                  | 竹内まりや   | 竹内まりや   | 萩田光雄     |
| 07   | 二人だけのセレモニー (Single Version) (オリジナルカラオケ) | 夏目純       | 尾崎亜美     | 松任谷正隆   |
| 08   | PRIVATE RED (オリジナルカラオケ)                           | 売野雅勇     | 山川恵津子   | 大村雅朗     |
| 09   | Summer Beach (オリジナルカラオケ)                          | 尾崎亜美     | 尾崎亜美     | 松任谷正隆   |
| 10   | 星と夜と恋人たち (オリジナルカラオケ)                      | 吉沢久美子   | MAYUMI       | 松任谷正隆   |
| 11   | 哀しい予感 (オリジナルカラオケ)                            | 竹内まりや   | 竹内まりや   | 松任谷正隆   |
| 12   | 恋人たちのカレンダー (オリジナルカラオケ)                  | 竹内まりや   | 竹内まりや   | 松任谷正隆   |
| 13   | Love Fair (オリジナルカラオケ)                             | かしぶち哲郎 | かしぶち哲郎 | 松任谷正隆   |
| 14   | 二人のブルー・トレイン (オリジナルカラオケ)                | 竹内まりや   | 杉真理       | 松任谷正隆   |
| 15   | くちびるNetwork (オリジナルカラオケ)                       | Seiko        | 坂本龍一     | かしぶち哲郎 |
| 16   | 恋のエチュード (オリジナルカラオケ)                        | かしぶち哲郎 | 飛澤宏元     | かしぶち哲郎 |
| 17   | 花のイマージュ (オリジナルカラオケ)                        | かしぶち哲郎 | かしぶち哲郎 | かしぶち哲郎 |
| 18   | Believe In You (2003 Strings Version) (オリジナルカラオケ) | 吉沢久美子   | 梅垣達志     | 服部隆之     |

| 曲順 | 曲名                                  | 作詞         | 作曲         | 編曲         |
| ---- | ------------------------------------- | ------------ | ------------ | ------------ |
| 1    | ファースト・デイト                    | 竹内まりや   | 竹内まりや   | 萩田光雄     |
| 2    | そよ風はペパーミント                  | 田口俊       | 大村雅朗     | 大村雅朗     |
| 3    | リトル プリンセス                     | 竹内まりや   | 竹内まりや   | 大村雅朗     |
| 4    | 恋のダブルス                          | 康珍化       | 萩田光雄     | 萩田光雄     |
| 5    | -Dreaming Girl- 恋、はじめまして      | 竹内まりや   | 竹内まりや   | 萩田光雄     |
| 6    | 気まぐれTeenage Love                  | 竹内まりや   | 竹内まりや   | 萩田光雄     |
| 7    | 二人だけのセレモニー (Single Version) | 夏目純       | 尾崎亜美     | 松任谷正隆   |
| 8    | PRIVATE RED                           | 売野雅勇     | 山川恵津子   | 大村雅朗     |
| 9    | Summer Beach                          | 尾崎亜美     | 尾崎亜美     | 松任谷正隆   |
| 10   | 星と夜と恋人たち                      | 吉沢久美子   | MAYUMI       | 松任谷正隆   |
| 11   | 哀しい予感                            | 竹内まりや   | 竹内まりや   | 松任谷正隆   |
| 12   | 恋人たちのカレンダー                  | 竹内まりや   | 竹内まりや   | 松任谷正隆   |
| 13   | Love Fair                             | かしぶち哲郎 | かしぶち哲郎 | 松任谷正隆   |
| 14   | 二人のブルー・トレイン                | 竹内まりや   | 杉真理       | 松任谷正隆   |
| 15   | くちびるNetwork                       | Seiko        | 坂本龍一     | かしぶち哲郎 |
| 16   | 恋のエチュード                        | かしぶち哲郎 | 飛澤宏元     | かしぶち哲郎 |
| 17   | 花のイマージュ                        | かしぶち哲郎 | かしぶち哲郎 | かしぶち哲郎 |
| 18   | 秘密のシンフォニー                    | 麻生圭子     | 大貫妙子     | かしぶち哲郎 |

| 曲順 | 曲名                             | 作詞       | 作曲       | 編曲       |
| ---- | -------------------------------- | ---------- | ---------- | ---------- |
| 01   | ファースト・デイト               | 竹内まりや | 竹内まりや | 萩田光雄   |
| 02   | リトル プリンセス                | 竹内まりや | 竹内まりや | 大村雅朗   |
| 03   | さよなら・夏休み                 | 竹内まりや | 竹内まりや | 清水信之   |
| 04   | 憧れ                             | 竹内まりや | 竹内まりや | 萩田光雄   |
| 05   | -Dreaming Girl- 恋、はじめまして | 竹内まりや | 竹内まりや | 萩田光雄   |
| 06   | 気まぐれTeenage Love             | 竹内まりや | 竹内まりや | 萩田光雄   |
| 07   | 哀しい予感                       | 竹内まりや | 竹内まりや | 松任谷正隆 |
| 08   | 恋人たちのカレンダー             | 竹内まりや | 竹内まりや | 松任谷正隆 |
| 09   | ペナルティ                       | 竹内まりや | 杉真理     | 松任谷正隆 |
| 10   | 二人のブルー・トレイン           | 竹内まりや | 杉真理     | 松任谷正隆 |
| 11   | ロンサム・シーズン               | 竹内まりや | 竹内まりや | 松任谷正隆 |

### ハイレゾリューションオーディオ
| 曲順 | 曲名                   | 作詞       | 作曲       | 編曲     |
| ---- | ---------------------- | ---------- | ---------- | -------- |
| 1    | さよなら・夏休み       | 竹内まりや | 竹内まりや | 清水信之 |
| 2    | リトル プリンセス      | 竹内まりや | 竹内まりや | 大村雅朗 |
| 3    | 彼はハリケーン         | EPO        | 清水信之   | 清水信之 |
| 4    | 丘の上のハイスクール   | 康珍化     | 萩田光雄   | 萩田光雄 |
| 5    | 潮風のラブ・レター     | 康珍化     | 白井良明   | 清水信之 |
| 6    | 風の中のカフェテラス   | 三浦徳子   | 岡田徹     | 清水信之 |
| 7    | 憧れ                   | 竹内まりや | 竹内まりや | 萩田光雄 |
| 8    | Plastic Girl           | 山口美央子 | 山口美央子 | 萩田光雄 |
| 9    | ソネット               | 吉沢久美子 | 梅垣達志   | 萩田光雄 |
| 10   | ファースト・デイト     | 竹内まりや | 竹内まりや | 萩田光雄 |
| 11   | そよ風はペパーミント ★ | 田口俊     | 大村雅朗   | 大村雅朗 |
| 12   | 恋のダブルス ★         | 康珍化     | 萩田光雄   | 萩田光雄 |

| 曲順 | 曲名                                 | 作詞         | 作曲         | 編曲       |
| ---- | ------------------------------------ | ------------ | ------------ | ---------- |
| 1    | 風の魔法で…                          | 夏目純       | 尾崎亜美     | 松任谷正隆 |
| 2    | Walking In The Moonlight             | 三浦徳子     | 堀川まゆみ   | 松任谷正隆 |
| 3    | 目をさまして、Darling                | 康珍化       | 馬飼野康二   | 松任谷正隆 |
| 4    | 二人だけのセレモニー (Album Version) | 夏目純       | 尾崎亜美     | 松任谷正隆 |
| 5    | 森のフェアリー                       | かしぶち哲郎 | かしぶち哲郎 | 松任谷正隆 |
| 6    | おしゃれな雨音                       | 吉沢久美子   | 松任谷正隆   | 松任谷正隆 |
| 7    | ストライプのジェラシー               | 三浦徳子     | 馬飼野康二   | 松任谷正隆 |
| 8    | Lady Joker                           | 吉沢久美子   | 堀川まゆみ   | 松任谷正隆 |
| 9    | あなたを忘れる魔法があれば           | 康珍化       | 松任谷正隆   | 松任谷正隆 |
| 10   | ポップ・アップ・リセエンヌ           | かしぶち哲郎 | かしぶち哲郎 | 松任谷正隆 |
| 11   | PRIVATE RED ★                        | 売野雅勇     | 山川恵津子   | 大村雅朗   |

| 曲順 | 曲名                    | 作詞         | 作曲         | 編曲       |
| ---- | ----------------------- | ------------ | ------------ | ---------- |
| 1    | Sweet Planet            | 三浦徳子     | 小室哲哉     | 松任谷正隆 |
| 2    | みずうみ                | 三浦徳子     | 財津和夫     | 松任谷正隆 |
| 3    | 花鳥図                  | 高橋修       | 財津和夫     | 松任谷正隆 |
| 4    | 哀しい予感              | 竹内まりや   | 竹内まりや   | 松任谷正隆 |
| 5    | ロンサム・シーズン      | 竹内まりや   | 竹内まりや   | 松任谷正隆 |
| 6    | 流星の高原              | 高橋修       | 松任谷正隆   | 松任谷正隆 |
| 7    | Bien                    | かしぶち哲郎 | かしぶち哲郎 | 松任谷正隆 |
| 8    | ペナルティ              | 竹内まりや   | 杉真理       | 松任谷正隆 |
| 9    | 十月の人魚              | 高橋修       | 松任谷正隆   | 松任谷正隆 |
| 10   | 水色プリンセス -水の精- | 三浦徳子     | 小室哲哉     | 松任谷正隆 |
| 11   | 恋人たちのカレンダー ★  | 竹内まりや   | 竹内まりや   | 松任谷正隆 |

| 曲順 | 曲名               | 作詞         | 作曲         | 編曲         |
| ---- | ------------------ | ------------ | ------------ | ------------ |
| 1    | WONDER TRIP LOVER  | EPO          | 坂本龍一     | かしぶち哲郎 |
| 2    | 愛…illusion        | Seiko        | 飛澤宏元     | かしぶち哲郎 |
| 3    | ヴィーナス誕生     | 前川由佳     | 木下伸司     | かしぶち哲郎 |
| 4    | Spring Accident    | EPO          | 大貫妙子     | かしぶち哲郎 |
| 5    | 銀河のバカンス     | 高橋修       | 三井一正     | かしぶち哲郎 |
| 6    | ジュピター         | かしぶち哲郎 | かしぶち哲郎 | かしぶち哲郎 |
| 7    | くちびるNetwork    | Seiko        | 坂本龍一     | かしぶち哲郎 |
| 8    | 眠れぬ夜のAQUARIUS | 麻生圭子     | 坂本龍一     | かしぶち哲郎 |
| 9    | 水晶の家           | 高橋修       | かしぶち哲郎 | かしぶち哲郎 |
| 10   | 愛のコロニー       | かしぶち哲郎 | かしぶち哲郎 | かしぶち哲郎 |
| 11   | 恋のエチュード ★   | かしぶち哲郎 | 飛澤宏元     | かしぶち哲郎 |

| 曲順 | 曲名                                  | 作詞         | 作曲         | 編曲         |
| ---- | ------------------------------------- | ------------ | ------------ | ------------ |
| 1    | -Dreaming Girl- 恋、はじめまして      | 竹内まりや   | 竹内まりや   | 萩田光雄     |
| 2    | 気まぐれTeenage Love                  | 竹内まりや   | 竹内まりや   | 萩田光雄     |
| 3    | Believe In You                        | 吉沢久美子   | 梅垣達志     | 萩田光雄     |
| 4    | 二人だけのセレモニー (Single Version) | 夏目純       | 尾崎亜美     | 松任谷正隆   |
| 5    | Summer Beach                          | 尾崎亜美     | 尾崎亜美     | 松任谷正隆   |
| 6    | 星と夜と恋人たち                      | 吉沢久美子   | MAYUMI       | 松任谷正隆   |
| 7    | Love Fair                             | かしぶち哲郎 | かしぶち哲郎 | 松任谷正隆   |
| 8    | 二人のブルー・トレイン                | 竹内まりや   | 杉真理       | 松任谷正隆   |
| 9    | 小羊NOTE                              | 康珍化       | 山川恵津子   | 大村雅朗     |
| 10   | 花のイマージュ                        | かしぶち哲郎 | かしぶち哲郎 | かしぶち哲郎 |
| 11   | 秘密のシンフォニー                    | 麻生圭子     | 大貫妙子     | かしぶち哲郎 |

| 曲順 | 曲名                                       | 作詞       | 作曲       | 編曲         |
| ---- | ------------------------------------------ | ---------- | ---------- | ------------ |
| 1    | ファースト・デイト (from Sg Master Tape)   | 竹内まりや | 竹内まりや | 萩田光雄     |
| 2    | リトル プリンセス (from Sg Master Tape)    | 竹内まりや | 竹内まりや | 大村雅朗     |
| 3    | 丘の上のハイスクール (from Sg Master Tape) | 康珍化     | 萩田光雄   | 萩田光雄     |
| 4    | 哀しい予感 (from Sg Master Tape)           | 竹内まりや | 竹内まりや | 松任谷正隆   |
| 5    | くちびるNetwork (from Sg Master Tape)      | Seiko      | 坂本龍一   | かしぶち哲郎 |

### レコーディング参加ミュージシャン
- 旭孝 - フルート
- 岩倉健二 - ギター
- 笛吹利明 - アコースティックギター
- 浦田恵司 - シンセサイザープログラミング
- EPO - コーラス
- 多忠昭アンサンブル - ストリングス
- 大谷和夫 - エレクトリックピアノ、キーボード
- 大野守 - オーボエ
- 大村雅朗 - 編曲、シンセサイザー
- 岡沢茂 - ベースギター
- 岡田徹 - キーボード
- 尾形道子 - コーラス
- かしぶち哲郎 - 編曲、ドラムス
- 菊地丈夫 - ドラムス
- 数原晋 - フリューゲルホルン
- 木戸泰弘 - コーラス
- 木下伸司（FANTI） - コーラス
- 桐ヶ谷仁 - コーラス
- 桐ヶ谷俊博 - コーラス
- 今剛 - ギター
- 斎藤ノブ - パーカッション
- 島村英二 - ドラムス
- 清水信之 - 編曲、キーボード、ギター、ベースギター、ドラムス
- 白鳥英美子 - コーラス
- ジェイク・コンセプション - サックス
- ジョーアンサンブル - ストリングス
- 白井良明 - ギター
- 鈴木智文 - ギター
- 高水健司 - ベースギター
- 竹内まりや - コーラス
- 田中祐子 - ハープ
- 遠山淳 - シンセサイザープログラミング
- 渡嘉敷祐一 - ドラムス
- 富樫春生 - エレクトリックピアノ、シンセサイザー、キーボード
- 土岐幸男 - シンセサイザープログラミング
- 富倉安生 - ベースギター
- 中西康博 - シンセサイザー
- 中山みさ - コーラス
- 長岡道夫 - ベースギター
- 奈良敏博 - ベース
- 西平彰 - キーボード
- 萩田光雄 - 編曲
- 橋田“ペッカー”正人 - パーカッション
- 浜口茂外也 - パーカッション
- 林立夫 - ドラムス
- バズ - コーラス
- 比山清 - コーラス
- 深沢順 - シンセサイザープログラミング
- 松武秀樹 - シンセサイザープログラミング
- 松任谷正隆 - 編曲、キーボード
- 松原正樹 - ギター、エレクトリックギター
- 丸尾めぐみ - キーボード
- 三井一正（FANTI） - コーラス
- 村上“ポンタ”秀一 - ドラムス
- 森達彦 - シンセサイザープログラミング
- 矢口博康 - サックス
- 安田裕美 - アコースティックギター
- 山川恵津子 - コーラス
- 山川恵子 - ハープ
- 山田秀俊 - ピアノ、シンセサイザー
- 芳野藤丸 - エレクトリックギター

### カバーしたアーティスト
- 伊能靜「-Dreaming Girl- 恋、はじめまして」 - 北京語歌「初戀」（初恋）としてカバー。アルバム『有我有你』に収録。
- 尾崎亜美「Summer Beach」 - セルフカバー。アルバム『POINTS-2』に収録。
- 酒井法子「恋人たちのカレンダー」 - アルバム『あなたが満ちてゆく』に収録。
- 竹内まりや
  - 「ロンサム・シーズン」 - セルフカバー。アルバム『Quiet Life』に収録。
  - 「ファースト・デイト」「-Dreaming Girl- 恋、はじめまして」「憧れ」 - セルフカバー。ベストアルバム『Turntable』に収録。

- 中嶋美智代「ロンサム・シーズン」 - シングル『恥ずかしい夢』、アルバム『中嶋美智代プライベート・セレクション I'll be there』に収録。
- 中川翔子「くちびるNetwork」 - コンピレーションアルバム『しょこたん☆かばー4』に収録。
- さんみゅ〜
  - 「ファースト・デイト」「くちびるNetwork」 - シングル『くちびるNetwork』、アルバム『未来地図』に収録。
  - 「Love Fair」「花のイマージュ」 - 昭和アイドルアーカイブスのトリビュート企画アルバム『僕らのプレシャス』に収録。

- テンテンコ（元BiS）「花のイマージュ」 - かしぶち哲郎のトリビュートアルバム『a tribute to Tetsuroh Kashibuchi -ハバロフスクを訪ねて-』に収録。

歌詞書き換えカバー
いずれも「WONDER TRIP LOVER」
- 坂本龍一「Ballet Mécanique」 - 作詞：矢野顕子、翻訳：ピーター・バラカン。アルバム『未来派野郎』『US』に収録。
- 中谷美紀「クロニック・ラヴ」 - 作詞：中谷美紀。アルバム『私生活』『MIKI』に収録。テレビドラマ『ケイゾク』主題歌。リミックスバージョンは映画『ケイゾク/映画 Beautiful Dreamer』主題歌。
- やくしまるえつこ+砂原良徳「Ballet Mécanique」 - 坂本龍一バージョンのカバー。配信リリース。映画『ANEMONE／交響詩篇エウレカセブン　ハイエボリューション』挿入歌。

## 出演

### テレビドラマ
- 中学生日記（1983年、NHK名古屋放送局）
  - 芸能界入り前、エキストラとして出演[14]。
- 『ヤンヤン歌うスタジオ』内の5分枠ドラマ （テレビ東京）
  - マッチの青春叛逆児（アウトロー） PART2 （1983年）
  - マッチの青春スクランブル PART1 - PART2 （1984年 - 1985年）
- 『真田太平記』17話、19話、23話、24話、28話（1985年4月3日 - 1986年3月19日、NHK総合、「NHK新大型時代劇」） - 於菊 役
- かぐや姫・とんで初体験!? （1985年7月1日、フジテレビ） - ミル 役
  - 『月曜ドラマランド』にて放送された単発ドラマ。
- 禁じられたマリコ （1985年11月5日 - 1986年1月28日（全12話）、TBS） - 杉浦麻里子 役

### バラエティ番組
- ヤンヤン歌うスタジオ （1983年 - 1986年、テレビ東京）
- カックラキン大放送!! （1985年 - 1986年、日本テレビ）

### ラジオ
- とびだせ!ポップシティ（1983年10月16日 - 1984年3月25日、ニッポン放送）
- サトミ・ヒトミ・ユキコの何かいいことないか仔猫ちゃん（1983年10月16日 - 1984年3月9日、毎日放送）
- 百万人の英語（1984年2月9日、文化放送）
- 奈美子・有希子・小緒里のドキドキラジオ（1984年4月9日 - 1985年10月7日、東海ラジオ他）
- 岡田有希子 ちょっとおあずけ（1984年10月8日 - 1985年10月6日、ニッポン放送）
  - 多くの投稿を紹介したい岡田の希望により、コーナーは設けられていない。アイドルがパーソナリティを務める番組には珍しく、楽曲選定も岡田自身が全て行なっている[53]。
- 夜遊びしナイト（中途より最終回まで「有希子・章子・麻里の―」1985年10月13日 - 1986年4月6日、ニッポン放送系[注釈 30]）

### CM
- 江崎グリコ セシルチョコレート[注釈 31]
- グリコ協同乳業 カフェゼリー[注釈 31]
- 東芝 パソピアIQ、パーソナルテレビU-30、Let's Chat、つくばEXPO'85東芝館（名誉館長）
  - 初代ヤングイメージキャラクター。（2代目は西村知美）
- 牛乳石鹸共進社 ラブジュ シャンプー＆リンス
- 旺文社 中一時代、ハイトップ
- エスエス製薬エスタック顆粒、ブロン液W
- 尾崎商事 カンコー学生服、カンコー女子通学服
- 月星化成 ベンチャートランザム、ベンチャーΣ
- 郵政省（現・日本郵便） 電子郵便
  - のちにレタックスが商品名となる。

### ビデオ
- Yukiko in SWISS（1985年8月21日、ポニー）
- Memories of Switzerland（1985年12月5日、ポニー）

### DVD
- Memories in Swiss（2002年12月18日、ポニーキャニオン） - 上記のビデオ2巻を1枚のDVDにまとめた物。

### ポスター
- 神田警察署（年末年始防犯広報）
- 防衛庁（自衛官募集 3等陸尉の女子制服姿で三隊の若手自衛官6人に抱え上げられている図案）
- 消防庁（火災予防運動）

## 書籍

### テーマにした書籍
- 実録まんが岡田有希子（アイドルコミックス、1984年4月、学研） ISBN 9784051007072
- 瞳はヒミツ色 -あなただけにこの想い-（1985年1月、ワニブックス） ISBN 9784847010293
- 奈美子・有希子・小緒里のドキドキブック「ドキドキ・ラジオ」NYXより愛をこめて（1985年7月、旺文社） ISBN 9784010099728
- 岡田有希子はなぜ死んだか（上之郷利昭、1986年10月、新森書房） ISBN 9784931207011
- ベスト・オブ岡田有希子（よい子の歌謡曲増刊号、1987年、よい子の歌謡曲編集部）
- 岡田有希子 愛をください（遺稿集、1988年7月、朝日出版社） ISBN 9784255880587
- サクリファイス（白倉由美、1989年11月、弓立社） ISBN 9784882399230
- イイナ -Feel for Love- 上・下（あすかコミックスDX、原作：S-nery Angel 作画：成瀬かおり、1998年10月、角川書店） 上巻 ISBN 9784048529136、下巻 ISBN 9784048529785

### 評論
- 清純少女歌手の研究　―アイドル文化論―（竹内義和、1987年、プラザ）
- 死よりも遠くへ（吉岡忍、1989年6月、新潮文庫） ISBN 9784103630029
- 相澤家の愛しき卒業生たち　―スターを育てて27年―（相澤てる子、1995年5月、近代映画社） ISBN 9784764817616
- 人気づくりの法則（相澤秀禎、1998年4月、東洋経済新報社） ISBN 9784492553091
- レコード・コレクターズ増刊 遺作　―ミュージシャンの死とラスト・アルバム―（1998年、ミュージック・マガジン社）
- 夭折の系譜　―20人のアーチストの死から考える―（2001年9月、アートブックの森） ISBN 9784876937738
- 100万人のアイドルポップス　―青春復刻! ときめきアイドルポップス150―（別冊宝島(690)、2002年9月、宝島社） ISBN 9784796629195
- 歌謡曲という快楽　―雑誌『よい子の歌謡曲』とその時代―（オフサイド・ブックス、宝泉薫ファッシネイション、2002年11月、彩流社） ISBN 9784882026235
- 音楽誌が書かないJポップ批評　―尾崎豊特集号―（別冊宝島(1009)、2004年4月、宝島社） ISBN 9784796640688
- 「おたく」の精神史　―1980年代論―（大塚英志、2004年、講談社現代新書）
- 蘇る! 夭折のスター達 （2005年、セントラルSOG）
- 昭和・平成日本「怪死」事件史　―“疑惑の死”から見える日本の「闇」と「タブー」―（別冊宝島(1324)、2006年6月、宝島社） ISBN 9784796653558
- 疑惑の最期! 非業のカリスマ列伝（2006年1月、竹書房） ISBN 9784812463246
- 劇画 死の真相 （2007年5月、ミリオン出版） ISBN 9784813050612
- 人生に拍手を!（相澤秀禎、2007年11月、講談社） ISBN 9784062143721
- アイドルと病（メディアファクトリー新書、前田忠明、2010年、メディアファクトリー）

### 写真集
- 岡田有希子special（1984年8月、近代映画社）
- 岡田有希子写真集・あなたとふたりきり…（1985年6月、近代映画社）
- もっと逢いたい…有希子（野村誠一、1985年10月、講談社） ISBN 9784061016217
- SWEET LOVE DREAM（ARENA37℃臨時増刊、武藤義、1985年12月、音楽専科社）
  - 復刻版（2002年12月、音楽専科社） ISBN 9784872791204
- ヴィーナス誕生（1986年4月、ポニカ出版） ISBN 9784893530769
  - 復刻版（2002年12月、扶桑社） ISBN 9784594037680
- さよなら…有希子（Cookie1986年6月号別冊、1986年6月、シーズ）

## 受賞歴
- 1984年7月：日本有線大賞・上半期 有線新人賞
- 1984年7月：第3回メガロポリス歌謡祭 最優秀新人ダイアモンド賞（吉川晃司と同時受賞）
- 1984年9月：第10回日本テレビ音楽祭 最優秀新人賞（吉川晃司と同時受賞）
- 1984年9月：ABCヤング歌謡大賞'84 新人グランプリ グランプリ
- 1984年10月：第14回銀座音楽祭 グランプリ
- 1984年10月：第17回新宿音楽祭 金賞（吉川晃司と同時受賞）
- 1984年10月：第11回横浜音楽祭 新人特別賞
- 1984年10月：第10回あなたが選ぶ全日本歌謡音楽祭 最優秀新人賞（吉川晃司と同時受賞）
- 1984年11月：第15回日本歌謡大賞 優秀放送音楽新人賞（吉川晃司と同時受賞）
- 1984年12月：日本有線大賞 有線新人賞
- 1984年12月：全日本有線放送大賞 新人賞
- 1984年12月：第11回FNS歌謡祭 最優秀新人賞
- 1984年12月：FM東京リスナーズグランプリ 5月期月間グランプリ
- 1984年12月：第26回日本レコード大賞 最優秀新人賞
- 1985年2月：第22回ゴールデン・アロー賞 音楽新人賞
- 1985年8月：第11回日本テレビ音楽祭 金の鳩賞
- 1985年10月：第11回あなたが選ぶ全日本歌謡音楽祭 金賞
- 1985年12月：第12回FNS歌謡祭 優秀歌唱音楽賞